# Museu Nacional Tchuvache
O Museu Nacional Tchuvache (em chuvache Чӑваш наци музейĕ, em russo:  Чувашский национальный музей) é um edifício cultural da cidade de Cheboksary, capital da Chuváchia, na Federação Russa.

## Histórico
O prédio é do século XIX, mas antes da proclamação da República autônoma, o museu era apenas local e regional. Somente em 1921 foi inaugurado o Museu que chegou até nós, e tornou-se o maior  museu da região por peças naturalistas, históricas, culturais e também teológicas.
Em todo o museu existem cerca de 160.000 peças,  entre as quais uma coleção unica de letras runas dos séculos XVII e XVIII, transcritas pelo professor A.A. Trofimov.

## Departamentos
O museu tem quatro departamentos:
- Museu Chapaev
- Museu litarário Ivanov
- Museu Şeşpĕl Mišši de Chebrokary
- Museu Şeşpĕl Mišši

Há também, no interior do prédio, uma Sociedade pelo estudo das tradições locais, associação que apresenta aos cidadãos e aos turistas as tradições da Republica.